# 흥인군
이최응(李最應, 1815년 2월 17일 ~ 1882년 6월 10일)은 조선 후기의 왕족, 정치인으로, 군호는 흥인군(興寅君)이다. 남연군 이구와 여흥군부인 여흥 민씨의 셋째 아들이자 흥선대원군의 바로 윗 형이었다. 자는 양백(良伯)이고 호는 산향(山響), 시호는 효헌(孝憲) 또는 충익(忠翼), 문충(文忠)이었다. 본관은 전주이다.
흥선대원군의 친형이었으나 그의 무시를 당했고, 사이가 좋지 않았다. 흥선대원군 실각 후 좌의정, 세자부, 영의정 등을 지냈으며 통리기무아문 총리대신으로 개화정책을 추진했다가 유림과 갈등하였다. 그는 흥선대원군의 쇄국정책에 반대하여 1880년 이후 미국, 일본과의 개항 정책에 적극 동조하였다. 1882년(고종 19) 6월 임오군란 때 흥선대원군의 사주를 받은 난병에게 민겸호(閔謙鎬) 등과 함께 살해되었다. 신도비문에는 고종이 어의를 보내 진료했으나 차도를 보지 못하고 죽었다 하나, 난병을 피해 도주하다가 추락사했다는 설도 있다. 한편 동생인 흥선대원군과의 감정대립으로 민씨 정권의 측근으로 지냈는데, 민승호와 흥선대원군은 그를 이용해서 상대방의 정세를 염탐하는데 이용하려 하였다. 별칭은 유유정승(唯唯政丞)이다.

## 생애

### 초기 활동
1815년 2월 17일 한성부에서 숙종 때의 정승 남연군 이구(南延君 李球)와 숙종 때의 정승 노봉 민정중의 4대손으로 선공감가감역을 지내고 증 의정부좌의정에 추증된 민경혁((閔景爀)의 딸 군부인 여흥민씨의 4남 1녀 중 셋째 아들로 태어났다. 흥녕군 창응, 흥완군 정응은 친형이고 흥선대원군 하응은 그의 친동생이다. 그의 성품은 신도비명에 의하면 말수 적고, 좋고 싫음을 내색하지 않는 성품이라 한다. 홍순목이 쓴 신도비문에 의하면 그의 성격은 '사람의 허물을 보면 반드시 덮어주고 또한 사랑하고 미워함을 말하지 않는' 성격이라 한다. 그는 흥녕군과 흥완군의 동생이자 흥선대원군 이하응의 친형이었으나, 그는 일찍부터 바로 아랫 동생 이하응에게 번번히 무시당했고, 그와 사이가 좋지 않았다. 어머니 여흥민씨와 아버지 남연군, 두 형이 일찍 사망했지만 동생 흥선대원군과의 관계는 좀처럼 나아지지 않았다. 매천 황현에 의하면 그가 무식하면서 욕심이 많아서 그랬다 한다.
동생 흥선대원군 이하응은 자신보다 무능력하면서 욕심이 많던 셋째 형 흥인군 이최응을 의도적으로 무시했다. 흥선대원군은 자신의 형을 희미한 사람이라면서 무시했고, 흥인군은 이 말을 오랫동안 가슴에 담아두고 있었다. 이는 계속되어 감정대립으로 발전했다. 뒤에 명성황후는 그가 흥선대원군과 사이가 좋지 않은 점을 이용하여 그를 끌어들인다.
1829년(순조 29년) 1월 1일 흥인부정(興寅副正)이 되고 1830년 5월 6일 명선대부로 승진한 뒤 흥인도정(興寅都正)으로 진봉되고, 다시 군으로 진봉된 뒤 돈녕부도정에 임명되었다. 이어 현록대부로 승진하자 형인 흥녕군보다 작위가 높다는 이유로 스스로 사양하고 받지 않다가, 형 흥녕군이 현록대부로 승진하자 그해 10월 20일 소의대부로 승진하고, 군의 품계를 받았다. 1834년(순조 34년) 11월 순조가 죽자 그의 능침 조성 때 수릉관(守陵官)으로 참여하였다. 헌종 즉위 후 1835년 연주 도감(練主都監) 수릉관에 임명되었으며, 남연군의 3년 상을 마친 후 헌종 연간에 청나라에 파견되는 동지정사(冬至正使)로 북경에 다녀왔다. 고종 즉위 후, 1863년 12월 판종정경부사에 임명되고, 철종의 빈전에 종척집사(宗戚執事)의 한 사람으로 참여하였다.
매천 황현은 그가 물고기 어(魚)와 노나라 노(魯)자를 제대로 구별하지도 못한다며 그의 자질을 의심했지만, 그는 헌종 때의 동지정사로 청나라에 다녀오기도 했고, 고종 때는 종종 과거 시험의 주시관으로 과거를 주관하기도 하여 논란의 여지가 있다.

### 정치 활동
1864년(고종 1) 1월 영희전 제조가 되고 3일 뒤 사도시 제조를 겸임하였으며, 2월 종묘서 제조, 3월 상의원 제조에 임명되었다. 1865년(고종 2) 4월 경복궁 중건 때 영건도감제조(營建都監提調)를 맡아보았으나, 흥선대원군의 통상수교거부정책에 반대하여 반목했다. 그해 9월 의금부판사(義禁府判事), 호위대장 등을 역임했다. 1866년에는 익총의 옥책문 옥보 전문 제술관(玉寶篆文書寫官)이 되고, 같은 해 고종과 명성황후의 가례 때 가례도감 당상이 되었다. 그해 의금부판사가 되었다.
1866년 3월 경복궁 중건 과정에서 화재가 발생, 전각과 재목이 소실되자 흥선대원군은 대노하여 흥인군과 이경하를 투옥, 처형하려고 했으나 중신들의 만류로 그만두었다. 당시 마감용 목재에 기름칠을 하는 창고에서 불이 나 800여 칸에 쌓아 둔 목재가 모두 타버려 공사가 중단될 처지에 놓였다. 공사를 시작한지 1년 만의 일이었다. 흥선대원군은 공사 책임자인 이경하와 흥인군을 불러 면전에서 크게 질책하며 극형에 처하도록 했으나 여러 조정 대신들의 간언으로 원상 복구의 책임만 지게 되었다.
| “ | 지금까지 벌목한 나무는 국유림에서 가져온 것이니 지금부터는 산 주인과 묘 주인의 허락 여부는 상관하지 말고 사유림에서 벌목하도록 하라! | ” |

그러나 이경하와 흥인군은 목재가 더 이상 나올 곳이 없다며 오히려 죄를 청했다. 이에 흥선대원군은 크게 화를 냈다.
그는 흥선대원군이 당백전을 발행하자 "일문전(一文錢)이 어찌 백문전(百文錢)으로 쓰이겠는가？ 다만, 일문의 가치로만 쓰일 뿐이다"라고 비판하였다. 한편 물건값을 치를 때 당백전을 일전으로 계산하였기 때문에 나중에 환전하는 과정에서 이익을 얻은 상인이 많았다 한다. 1872년 경복궁 중건 공사가 끝나자 돈령부판사로 전직되었다. 그는 자신의 동생이 섭정이 되자, 동생의 권력을 빙자하여 뇌물을 받기도 했다. 흥선대원군은 그를 경멸했고, 의정부와 육조에 흥인군에게는 어떠한 우대나 혜택도 해주지 말라고 비밀리에 지시하였다.
1873년(고종 10년) 흥선대원군 실각 직전 민씨 일파에 의해 호위 대장(扈衛大將)에 임명되었다. 이어 판종정경과 행판부사를 지냈다. 그해 11월 30일부터 12월 4일까지 중궁전의 임시 승후관(承候官)으로 특별 채용되었다.
1874년에는 교정 유사 당상(校正有司堂上)으로 선원보략 수정에 참여하였다. 그 뒤 판의금부사, 호위대장을 거쳐 1874년 11월 흥선대원군 실각 직후인 1874년 12월 의정부좌의정에 올랐다.
이후 판종정경을 거쳐 1875년 영종정경이 되고, 같은 해 세자부(世子傅)에 임명되었다가 1878년 세자사가 되었다가 그해 겨울 의정부영의정이 되었다. 동시에 그는 문관이 아닌데도 특별히 문무과의 주시관이 되어, 과거 시험을 주관하기도 했다.
1880년 12월 통리기무아문(統理機務衙門)이 신설되자 영의정이 총리대신으로 관직이 바뀌자 초대 총리대신에 올랐다. 이때 그는 개항 정책을 추진했으나 영남 유림(儒林)의 탄핵을 당했다.
또한 그는 미국과의 조약체결 때에도 적극 참여하였다. 한편 1875년(고종 12) 11월 그의 집에 의문의 방화사건이 발생하였다. 사람들은 흥선대원군을 의심하였다.
그는 대미 개국 방침을 결정한 1880년 10월의 중신회의에서 영의정으로서 회의를 주재했다. 그는 쇄국 정책에 비판적이었다. 일본에 갔던 수신사 김홍집 일행이 귀국하면서 황준헌의 조선책략을 가져와 미국과 외교관계를 수립해야 한다는 연미론(聯美論)를 주장하자 그는 "미국은 본래 원수의 나라가 아니니 서계(書契)를 가져오면 받아야 할 것"이라고 하여 1880년 9월 8일 연미론을 적극 수용하였다. 그의 주장에 고종도 병인양요, 신미양요는 우리나라가 스스로 반성해야 할 것이라고 하여 미국과의 조약체결을 결심하게 되었다. 1881년 1월 흥인군의 건의로 고종은 지난해 6월 자신이 미국사신을 거부한 것을 후회하는 문서를 톈진(天津)으로 가는 영선사, 유학생들을 보낼 때, 그들을 통해 청나라로 보냈다.
그의 개항정책에 위기의식을 느낀 영남 유생들은 정조 이후 국가의 중대사때마다 올린 영남만인소(嶺南萬人疏)를 올려 흥인군을 탄핵했다. 1881년 영남만인소에서 그는 유림의 성토를 받았으며, 이후 홍재학(洪在鶴)은 이최응의 사형을 주장하는 상소를 하기도 하였다. 그는 만인소를 역모로 보고 만인소에 대한 취조관(委官)이 되어 홍재학을 교수형에 처했다. 이후에도 그는 개항정책을 반대하는 유림들을 처벌하였지만 이후에도 유림들의 탄핵은 계속되었고, 그는 사퇴하고 돈령부영사(敦寧府領事)로 전임되었다.

### 흥선대원군과의 갈등
흥선대원군은 자신의 형을 못마땅히 여겨 정권을 장악하고 있던 10년 동안에도 한 발짝 내딛을 땅조차 빌려준 적이 없어 흥인군은 이후에도 오랫동안 불쾌한 감정을 가슴에 품고 있었다. 민승호는 흥인군을 이용하여 흥선대원군의 동정을 엿볼 심사로 친밀감을 표했다. 그리고 명성황후에게도 그 속 뜻을 설명했다.
| “ | 흥인군은 무모하기 짝이 없는 어리석고 못난 사람입니다. 대원군 10년 집정 기간 동안 부뚜막 아래 굶주린 개 같은 푸대접을 받았으니 그 속은 불만으로 가득 차 있을 것입니다. 그런 위인인 만큼 조금 관대하게 대해주면 분명히 감복하여 시키는 대로 운현궁의 동태를 낱낱이 살펴 아뢸 것입니다. | ” |

흥선대원군과 흥인군은 좀처럼 화해가 되지 않았다. 흥인군과 흥선대원군의 감정대립을 이용, 민승호가 그를 이용하여 흥선대원군을 이용하려 하였다. 그러자 흥선대원군은 다시 흥인군을 이용해 민씨 일파의 동정을 염탐하려 하였다.
흥인군은 재물을 탐하는 나쁜 버릇이 심했다. 그는 이 한 때의 요행으로 작은 세도를 얻어 대부호가 되는 것을 목적으로 닥치는 대로 돈과 재물을 긁어모았다. 이러한 흥인군의 행동거지를 눈치 채지 못할 흥선대원군이 아니었다. 대원군은 예민한 촉수로 이미 흥인군의 일거수일투족을 빠짐없이 감시하고 단속하면서, 거꾸로 흥인군을 통해 민씨 일파의 동정을 탐문했다. 그러자 애초 민씨 일파가 계획했던 대로 운현궁의 동태는 알 길이 없어지고, 의정 대신이라는 지위는 흥인군의 재물 욕심을 채워 주는 도구가 되고 말았다.

### 임오군란과 최후
1881년 1월 23일 아들 이재긍이 자녀 없이 사망하자 고종의 특별 배려로 이희하(李熙夏)의 아들 용구(龍駒)를 이재긍의 양자로 입양하였다. 1881년 흥선대원군의 서자 완은군 이재선이 흥선대원군의 추대로 반란을 일으켰다가 사사되자, 그의 백부가 되는 흥인군 이최응은 이재선을 탄핵하는 상소를 올렸으나 고종이 받아들이기를 거부했다.
1882년 광주부유수(廣州府留守)로 부임했다가 같은 해 다시 돈령부영사가 되었다. 그해에 안국동 별궁에서 열린 세자 순종과 순명효황후의 가례 때 종실의 원로로서 참석하였다.
1882년 임오군란이 발생하자, 그는 대원군의 형으로써 민씨 일파를 도와주었다고 하여 대원군이 일으킨 난병에게 무참하게 참살당하였다.
황현은 매천야록에서 그가 난병을 피해 도망쳐 담을 넘다가 고환이 터져 죽었다 하였고, 이는 유주현의 대원군 등의 작품에 인용되었다. 수백 명의 난군이 달려들어 담장 아래 내동댕이쳐진 흥인군의 시신을 난탈하여 누구의 시신인지 알아볼 수 없을 지경으로 짓이겨 놓았다.
그러고는 집안 구석구석을 쌓아 놓았던 쌀과 돈, 금은보화, 포목, 고기며 과일, 생선 등을 내어다 안마당과 대문 앞에 쌓아 놓았다. 난병들은 이것을 모두 인근 들판으로 실어가 불에 소각하였다.
한편 임오군란 난병에게 구타당하고 그 후유증으로 사망했다는 설도 있다. 그의 신도비에 의하면 왕이 어의를 보내 약을 쓰고 간호를 해보았으나, 차도 없이 마침내 사망했다 한다. 처음 시호는 효헌이었다가 뒤에 1884년 충익을 거쳐 1905년 문충으로 개정되었다.

### 사후
사망 1개월 뒤 일단 한성부 용산방에 가매장 후 난이 진압되길 기다렸다가 충청남도 대흥군(현 예산군 대흥면) 우정리 신좌원에 안치됐다. 그 후 충남 예산군 덕산면 상가리의 아버지 남연군 묘소 아래로 이장됐는데 신도비문은 영의정 홍순목이 짓고 글씨는 흥인군의 조카인 판종정경부사 이재원이 썼다. 뒤에 근처 예산군 덕산면 교촌리 신좌을향(辛坐乙向) 저수지가 내려다보이는 산에 이장되었다. 일시를 알수 없으나 후일 후손들이 화장하여 다른 곳으로 이장하였다.
이장 과정에서 흥인군 묘의 상석, 석물 및 신도비는 경기도 용인군 양지면 양지리(현, 용인시 처인구 양지면 양지리) 산6-1번지의 세중 돌박물관에 기증됐다.

## 부패와 인색
흥선대원군과 흥인군의 알력과 갈등을 눈여겨본 민승호는 명성황후에게 흥인군을 중용할 것을 상주했고, 명성황후는 이를 수용하였다. 명성황후는 흥인군을 의정부의 대신으로 임명하고 각별한 관심을 보였다. 그러자 흥인군은 감격하여 한목숨 다 바쳐 충성할 것을 다짐하고 거듭 왕비의 은혜에 보답하리라 결심했다. 그러나 그는 이 한 때의 요행으로 작은 세도를 얻어 대부호가 되는 것을 목적으로 닥치는 대로 돈과 재물을 긁어모았다. 조선 말의 정치가 윤효정에 의하면 "흥인군 집 대문을 들어서는 빈객과 출석하다시피 하는 수령들은 말 한마디, 웃음 하나에 이르기까지 온통 뇌물에 관한 것 뿐이어서, 흥인군 집에서 이루어지는 내외 관료의 발탁, 임명 전형은 흡사 무역이 성한 도시 장터의 모습과 같았다." 한다.
흥인군은 자신이 원했던 대로 뇌물이 날마다 창고에 들어와 쌓이는 것을 보며 마치 나라를 위해 땅을 개척한 업적을 이룬 것처럼 흥에 겨워 벌어진 입을 다물지 못했다. 그는 매일 아침 일찍 일어나 지팡이를 짚고 뜰에 있는 제1창고 문 앞에 가서는 청지기에게 자물쇠를 열게 하고, 잔심부름하는 상노 아이에게 곳간 문을 열라고 한 다음, 그곳에 가득 쌓인 물건들을 보녀서 턱이 빠지는 줄도 모르고 넋 나간 사람처럼 허허 웃어 댔다.
그런 다음에는 제2, 제3, 제9곳간에 이르기까지 제1곳간에서 하던 것처럼 일일이 문안 점검을 다 하고 나서야 비로소 들어와 세수를 했다. 그러던 어느 날, 청지기가 그에게 말했다.
| “ | 제7곳간에 쌓아 놓은 날 꿩고기와 동태가 요즘 날씨가 따뜻해서 절반 이상이 썩어 곳간 밖까지 악취를 풍기고 있습니다. 마침 연말연시도 다가오고 하니 썩지 않은 것을 골라 친척이나 친구 분들 댁에 보내시고, 썩은 놈은 버리며, 반쯤 썩은 놈은 하인배들에게 나누어 주는 것이 어떨까 합니다. | ” |

흥인군은 재물을 쌓아두기는 했지만 나누어주는 데에는 인색하였다. 흥인군은 남는 음식물은 타인에게 나눠주는 것이 어떻겠느냐는 어느 하인의 건의에 "너는 먹을 것을 좋아하느냐? 나는 모여 쌓이는 것을 좋아한다."며 거절했다. 그는 썩은 생선 단 한 토막도 내어주지 않았다. 그리하여 흥인군 집의 생선과 꿩고기 썩는 냄새로 인근 이웃들이 코를 들 수가 없었다고 한다.
황현, 윤효정 등은 그가 상당히 부패한 인물이라고 지목했다.

## 풍자
고종, 순종 연간의 호남의 판소리 가객 정가소는 흥인군의 집과 별장에 아홉 개의 곳간이 있는 것을 풍자하여, '흥인군 곳간 점고'라는 풍자 판소리를 불렀다 한다. 정가소는 매일 이른 새벽에 문을 열고, 각처에서 바쳐온 공물의 수를 세는 흥인군의 모습을 흉내내어 화제가 되기도 했다.

## 가족 관계
부인 두 명은 1868년 10월 이전에 사망했다.
- 양조부: 은신군 이진(恩信君 李禛, 1755년 음력 1월 11일 ~ 1771년 음력 3월 29일) - 아버지 남연군의 양부
- 생조부: 이병원(李秉源), 진사, 영의정에 추증
  - 아버지: 남연군(南延君, 1788년 8월 22일 ~ 1836년 3월 19일)
  - 어머니: 군부인 여흥민씨(驪興閔氏, 1788년 6월 26일 ~ 1831년)
    - 형 : 흥녕군 이창응(興寧君 李昌應, 1809년 - 1828년)
    - 형 : 흥완군 이정응(興完君 李晸應, 1814년 - 1848년)
    - 동생 : 흥선헌의대원왕 이하응(興宣獻懿大院王 李昰應, 1820년 - 1898년)

  - 부인 : 군부인 증정경부인 안동권씨(權氏, 1813년 1월 20일 - 1848년 3월 9일), 진사 권희인(權義仁)의 딸
  - 부인 : 군부인 증정경부인 연일정씨(延日鄭氏, 1831년 3월 29일 - 1852년 3월 9일), 현감 정명원(鄭明源)의 딸
  - 부인 : 정경부인 안동김씨(安東金氏, 1834년 9월 4일 - 1868년 10월 20일), 김만근(金晩根)의 딸, 군부인에서 정경부인으로 개봉
    - 아들: 이재긍(李載兢, 1857년 - 1881년 1월 23일)
      - 양손자: 이지용(李址鎔, 1870년 ~ 1928년)

    - 양자 : 이희하(李熙夏, 1839년 ~ 1900년) → 광평대군의 16대손
      - 양손자: 이지용(李地鎔), 이재긍의 양자로 출계

## 기타
그는 매사에 자신의 주장을 하지 않았고, 주화, 척화, 개국 등에 관해 어떠한 의견 없이 모두 옳다고만 답하여 당시 사람들로부터 '유유정승'(唯唯政丞)이라 불렸다.
신도비문에 의하면 그는 체구가 작고, 목소리가 카랑카랑했다 한다. 홍순목이 지은 신도비명에 의하면 그의 외모를 '공의 모양이 야위고 음성이 낭랑하다'라고 기술하였다.

## 같이 보기
- 흥선대원군
- 남연군
- 명성황후
- 여흥부대부인
- 이재면
- 고종
- 완은군
- 영선군